# 사르트르의 사상
"인생은 B(Birth)와 D(Death)사이의 C(Choice)" - 사르트르

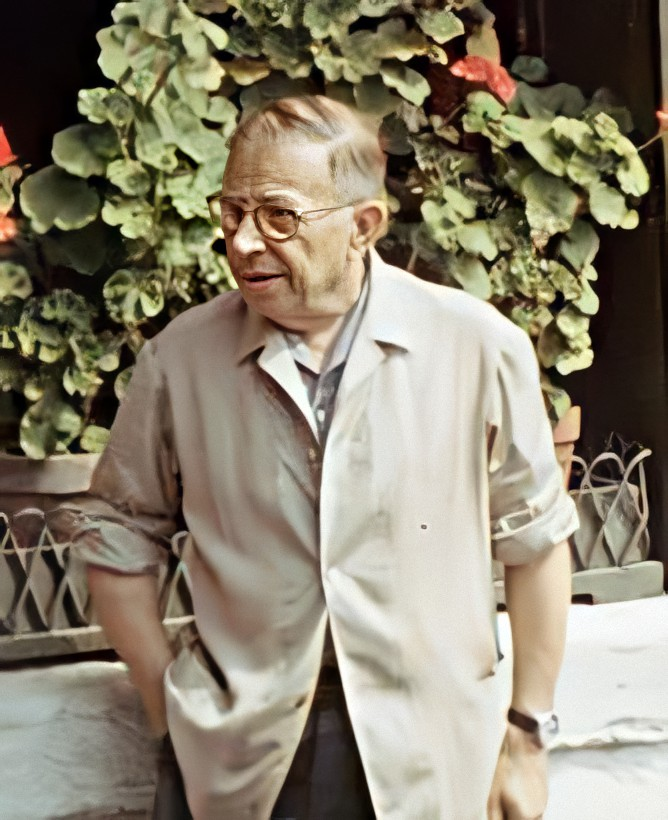
사르트르의 모습

사르트르의 실존주의는 인간의 존재양식을 설명해준다는 점에서 '철학적 인간학'이라는 인간존재론이다. 인간의 절대 자유를 주장하며, 인간은 자신의 결단과 의지, 선택에 따라 자신의 삶을 만들어 갈 수 밖에 없다고 말한다. 사르트르는 인간다운 삶이란 근본적으로 윤리적인 삶이며, 윤리적인 삶이란 자유로운 주체인 인간이 자신의 행동에 책임을 지고 자신에게 철저하게 정직하게 사는 것이라고 제시한다.

## 인간의 존재
사르트르는 1차, 2차 세계대전을 겪으면서 인간은 왜 잔혹해졌는가에 대해 고민하게 된다. 사르트르는 궁극적으로 인간이 인간의 삶에 대해서 어떤 태도를 가져야 하는지에 대해 집중을 하게 된다. 사르트르 이전의 인간의 본성으로부터 출발하는 고전적 휴머니즘은 인간의 본질이 실존에 앞서는 것이었으나 전쟁으로 인해 인간 이성이 역으로 인간을 죽음으로 내모는 도구가 되었다. 따라서 당시의 시대는 인간의 가치와 의미, 인간의 존엄성과 휴머니즘에 대해 비판적이고 회의적이었다. 이 때 사르트르는 실존주의를 주장하며 "실존이 본질에 앞선다는 말의 의미는 인간이 먼저 세계 속에 실존하고 만나진다는 것, 그리고 인간이 정의되는 것은 그 이후의 일이라는 것을 의미한다"고 말했다. 다시 말해 인간은 미래를 향해서 주체적으로 자기 삶을 살아가는 존재라는 것이다.
사르트르에 따르면 인간에게는 본성이 존재하지 않는다. 본성을 이해할 수 있는 신이 없기 때문이다. 이러한 신이 없다면 우리는 우리의 본성에 대해 생각하는 존재일 것이다. 사람이 본질적으로 이기적이거나 폭력적이라고 가정하면, 우리가 그렇게 우리 자신을 생각한다는 것 이외에는 아무것도 확정 지어지지 않았다. 즉, 인간으로 태어나 스스로 생각하여 혼자 무엇이 될 수 있다는 것이다. 인간은 스스로 존재의 의미를 만들어나가는 존재다.

## 자유와 책임
자유는 우리와 별개의 것이어서 우리가 자유라는 속성 또는 성격을 우연히 소유할 수도 있고 결여할 수도 있는 그런 성질이 아니라, 우리가 우리의 자유로 있다는 점에서 자유는 우리의 본질이다. 그러나 이러한 주장은 우리가 자유라는 방식으로 존재한다는 것과 다른 의미에서는 하등의 본질도 가지고 있지 않다는 것을 의미한다. 우리의 존재이면서 처음부터 우리의 본성을 물들이는 것에는 자유 이외 아무것도 없었기 때문이다. 다시 말하면 우리가 무엇인가 하는 것은 우리가 선택하기에 달려 있으면서 우리의 존재를 선택하는 행위인 것이다. 여기서 주의해야 할 점은 단지 존재하는 것뿐만 아니라 반드시 존재해야 하는 것이다. 즉, 인간에게 존재란 사명이다. 우리는 존재라는 사명의 수행에 대한 책임이 있다. 우리가 스스로 결정하기 때문에 우리의 인생 역시 우리의 책임이다. 사르트르의 표현에 따르면 '자유라는 형벌'을 받은 것이다.
각자는 무엇이 올바르고 바람직한지를 홀로 결정해야 하고 그렇기 때문에 '불안'은 피하지 못한다. 선택의 결과가 어떻게 될지 알 수 없고, 책임도 본인에게 돌아오기 때문이다. 따라서 모든 자유로운 선택과 행동에는 늘 불안이 함께하고 사르트르는 불안을 통해서 인간은 자신의 본질을 알게 되며, 불안은 인간의 본질을 드러내는 것이라고 말했다. 하지만 모든 사람이 불안을 직시하고 자신의 자유와 책임을 인식하는 것은 아니다. 많은 사람들은 불안으로부터 회피하고 싶어 한다. 사르트르는 이렇게 자유로운 선택에서 회피하는 사람들을 '신뢰할 수 없는 사람들'이라고 부르며 부정적인 반응을 보였다. 그는 개인 안에서 책임을 찾는다. 왜냐하면 자유는 '나의 자유'이기 때문이다. 그렇기 때문에 책임도 '나의 책임'인 것이다. 책임은 맡거나 회피할 수 있는 것이 아니다. 언제 어디에서나 우리는 책임을 가지고 있다. 사르트르에게 완벽한 책임감이 없는 완벽한 자유는 상상할 수 없는 일이다. 우리가 선택하는 것은 언제나 좋은 것이며, 모든 사람에게 동시에 좋지 않은 것은 스스로에게도 좋을 수가 없다. 사르트르에 따르면 모든 인류는 내딛는 한 걸음에 관계가 이루어진다고 한다. 한 사람의 행동은 전체 인류를 묶는다. 우리가 하는 모든 것으로 자신을 형성할 뿐만 아니라 다른 사람들을 위해 본보기를 만들기 때문에, 우리의 모든 발걸음, 모든 행동, 모든 날은 중요하다. 이렇게 실존주의에서 말하는 자유는 자신이 순간적으로 원하는 것만을 생각하는 소극적인 것이 아니고 남의 생각에 어쩔 수 없이 끌려가거나 주위의 시선 때문에 자신의 의지를 포기하는 것도 아닌, 처음부터 책임과 의무를 함께 생각하는 적극적 자유다. 사르트르의 실존주의는 개인의 자유와 의지만을 중요하게 생각하지 않고 이웃과 주변을 함께 생각하는 참된 실존을 말한다.

## 타인
세상의 모든 것은 '즉자적 존재'와 '대자적 존재'로 나뉜다. 바위, 나무, 짐승 등 생각이 없는 것들이 즉자적 존재다. 이와 다르게 대자적 존재는 생각하는 인간을 뜻하며 사람들은 자신이 왜 가치 있는 존재인지를 스스로 밝혀야 한다. 즉, 실존하면서 자신의 본질을 찾아나가야 하는데, 이때 다른 사람의 존재는 아주 중요하다. 이와 관련하여 사르트르의 유명한 작품 희곡 '출구 없는 방'에 "지옥은 바로 타인들이다."라는 대사가 있다. 1965년 희극과 관련된 강연에서 사르트르는 "우리는 타인들이 우리를 판단하는 잣대로 우리 자신을 판단한다. (중략) 세상에는 수많은 사람들이 지옥에서 살고 있는데, 그 이유는 그들이 타인들의 판단과 평가에 지나치게 의존하기 때문이다."라고 말했다. 그는 자신에 대한 지식을 얻기 위해서는 타인에게 의존해야 함을 잘 인식하고 있었다. 타인의 존재는 우리의 존재처럼 커다란 확실성이다. 우리는 자신을 인식하는 인간임을 발견하는 동시에 인간으로 간주하는 타인을 발견한다. 타인은 나의 존재를 위해, 나에 대한 지식을 위해 없어서는 안된다. 다시 말해, 우리는 타인 즉 타자의 시선과 마주침을 통해 자기 의식을 만날 수 있다는 것을 의미한다. 이때의 자기의식인 '주체'는 수동적으로 출현한 것이다. 이는 자발적인 반성적 의식 속에서 나타난 주체와는 다르다. 반성적 의식 속에서 출현한 주체는 자기의 절대적인 자유의 상태를 확보하고 능동적인 자기 선택에 의해 그 내용과 본질을 채우지만, 타자의 시선 속에 사로잡혀 출현한 주체는 그 시선에 의해 대상화되어 자기 고유의 절대적인 자유를 제한받기 때문이다.

## 앙가주망
앙가주망(Engagement)은 제 2차 세계대전 이후 사르트르가 자주 사용했던 용어로 좁게는 학자나 예술가가 사회에 참여하는 것이고 넓게는 인간이 사회, 정치 문제에 관계하고 참여하면서, 자유롭게 자기의 실존을 성취하는 일을 의미한다. 직접 사회에 참여, 즉 앙가제(s'engager)하여 조금씩 세계를 변화시킴으로써 결과적으로 자기 선택의 폭, 행위의 범위를 확장시키는 것이며, 이는 사르트르의 '행위주의'를 이루는 중심 개념이다. 다시 말해 '상황을 변화시킴으로써 자기를 해방시켜라.'가 사르트르의 '앙가주망'으로 대변되는 실존주의적 윤리학의 궁극적 목적이자 모토였으며, 사르트르를 사회비판과 사회참여로 이끌도록 한 원동력이었다. 또한 지구에서 '의식'을 가지고 있는 '대자존재'로서의 인간만이 진정한 자유를 구가하며 행위, 사회참여, 즉 앙가제할 수 있는 존재이기 때문에 사르트르에게 있어 인간존재, 실존의 앙가주망이 굳게 뿌리를 내리고 있는 바탕은 곧 의식이라고 볼 수있다.

## 자기기만
'자기기만'의 말 그대로의 뜻은 '(자기에 대한) 잘못된 믿음'이다. 도덕이 인간의 삶을 성공적인 삶과 실패의 삶으로 나누면서 성공적인 삶을 사는 방법을 인간에게 가르치고 권하는 일을 그의 기능으로 한다면, 사르트르에게 있어서 실패의 삶이란 자기기만의 삶인 반면, 성공적인 삶이란 자기기만을 극복하고 인간 본래의 자유를 쟁취하는 삶이라고 할 수 있다. 사르트르의 인간 존재론에서는 자기기만은 반드시 극복해야 할 대상이다. 따라서 사르트르가 구상하고 추구했던 도덕은 자기기만의 극복을 통한 인간 본래의 자유 쟁취를 겨냥한다. 자기기만은 대자가 자신의 '사실성'과 '초월', '세계의 한가운데 존재'와 '세계-내-존재', '대사존재'와 '대타존재' 등등을 자신의 형편이 되는 대로 이용함으로써, 다시 말하면 그 맞짝들 중 어느 쪽이든 한편과 즉자적인 방식으로 합치하고자 함으로써 스스로 자신을 속이는 것이다. 자기기만이 가능한 것도 자기기만을 하는 대자의 구조가 순간 <그것이 있어야 할 바의 것이지 않고, 그것이 있지 않아야 할 바의 것이다>라는 모습을 취하고 있기 때문이다. 쉽게 말하자면 보통 우리가 말하는 '핑계'와 비슷하다. 자기기만에 대한 다음과 같은 기술은 자기기만의 본질이 핑계임을 잘 알려준다.
"자기기만의 첫째가는 행위는 피할 수 없는 것을 피하기 위한 것이며, 존재하고 있는 바 그대로의 모습을 피하기 위한 것이다."
근본적으로 자신이 수행한 결정(선택)이 실은 자신에 의한 것이 아니라고 핑계 대는 것, 자기는 '수동적'이었다고 변명하는 것, 더 정확히는 거짓말하는 것이다. 그런데 그 핑계 또는 거짓말이 자신이라고 스스로 믿으려고 한다는 점에서 그것은 그릇된 믿음, 즉 '자기기만'이다. 자기기만은 자유로부터 비롯되는 불안을 회피하기 위함이다. 즉, 자기기만은 의식의 방어적 태도인 것이다. 하지만 자기기만을 하면서 불안으로부터 도망치려고 해도 인간은 불안을 떨쳐버릴 수 없다. 따라서 자기기만을 극복하여 자유를 쟁취해야만 한다.

## 참고
1. ↑  김, 영조 (2020.04.20). “(32) 사르트르의 자유와 책임”. 시니어매일.
2. ↑  박, 이문 (2005.06.15). “사르트르 탄생 100주년/‘자유의 기수 사르트르와 21세기’”. 한국일보.
3. ↑  진, 보성. “실존은 본질에 앞선다 - 존재와 무”. 프레시안.
4. ↑  이, 지혜. “[이달의 책] 실존주의는 휴머니즘이다-응고되지 않는 존재”. 부안독립신문.
5. 1 2  얀 드로스트, 유동익. 《생각에 기대어 철학하기》. 연금술사.
6. ↑  아더 단토. 《사르트르의 철학》.
7. ↑  안, 광복. “선택에 따른 불안과 책임은 인간의 숙명”. 한겨레.
8. 1 2  심, 옥순. 《사르트르가 들려주는 실존 이야기》. 자음과 모음.
9. ↑  김, 선영. “사르트르 철학에서 도덕 주체에 대한 탐구”. 《한국헤겔학회》.
10. ↑  안, 광복. ““타인은 나의 지옥”인가”. 한겨레.
11. ↑  문, 소영 (2019.01.05). “[분수대] ‘타인은 지옥이다’의 의미”. 중앙선데이.
12. ↑  김, 지녀 (2011). “김수영 시에 나타나는 타자의 '시선'과 '자유'의 의미-사르트르와의 상관성을 중심으로”. 《한국현대문예비평학회》.
13. ↑  신, 미숙. “신종 코로나바이러스(2019-nCoV)와 앙가주망(engagement)”. 《2020.02.13》 (한의신문).
14. ↑  최, 재정 (2016.04). “사르트르(J. P. Sartre)의 ‘앙가주망(engagement)’ 개념이 현대 교육에 주는 시사점”. 《한독교육학회》.
15. 1 2 3 4  서, 동욱. “사르트르에서 병리적 의식과 자기기만”. 《한국현상학회》.
16. 1 2  박, 정태. “사르트르의 실존주의 도덕 : 자기기만의 극복과 가치를 창조하는 삶”. 《한국동서철학회》.
17. ↑  “자기기만”. 2021년 6월 21일에 확인함.